# 1968年夏季残疾人奥林匹克运动会阿根廷代表团
1968年夏季残疾人奥林匹克运动会阿根廷代表团是阿根廷派出的1968年夏季残疾人奥林匹克运动会代表团。获得10枚金牌、10枚银牌和10枚铜牌。